# ICD-11
ICD-11 je jedanaesta revizija Međunarodne klasifikacije bolesti (MKB). On zamenjuje ICD-10 kao globalni standard za beleženje zdravstvenih informacija i uzroka smrti. ICD razvija i godišnje ažurira Svetska zdravstvena organizacija (SZO). Razvoj ICD-11 počeo je 2007. godine i trajao je više od jedne decenije rada, uključujući preko 300 stručnjaka iz 55 zemalja podeljenih u 30 radnih grupa, sa dodatnih 10.000 predloga ljudi širom sveta. Nakon alfa verzije u maju 2011. i beta verzije u maju 2012. godine, stabilna verzija ICD-11 objavljena je 18. juna 2018. i zvanično su je podržale sve članice SZO tokom 72. Svetske zdravstvene skupštine 25. maja 2019.

## Spoljašnje veze
- WHO-FIC Classifications and Terminologies
- WHO-FIC Maintenance Platform
- ICD-11 Home Page
  - ICD-11 for Mortality and Morbidity Statistics browser (ICD-11 for MMS) Архивирано 2018-08-01 на сајту